# Patrick Picot
Patrick Picot (22 settembre 1951) è un ex schermidore francese, vincitore di una medaglia d'oro nella scherma ai giochi olimpici.
È il marito di Hajnalka Kiraly.